# Пам'ятник Володимиру Великому (Гданськ)
Пам'ятник князю Володимиру у Гданську — монумент, урочисто відкритий 23 травня 2015 року з нагоди тисячоліття від часу смерті хрестителя Київської Русі князя Володимира. Пам'ятник Володимиру у Гданську є другим у західній Європі, що постав на захід від етнічної України, після аналогічного пам'ятника в Лондоні.
Монумент встановлено у сквері Хрещення Русі неподалік провулку Св. Бартоломея у гданському районі Старе Місто, на земельній ділянці № 57, котра належить греко-католицькому костелу Святого Бартоломея і Покрови Пресвятої Богородиці. Кошти на пам'ятник було зібрано зусиллями прихожан костелу, серед яких є багато етнічних українців, а також за допомоги української діаспори по всьому світу. Також до справи встановлення пам'ятника долучилася інституція українських діаспорян у Польщі — Фундація Хрестителя Київської Русі Святого Володимира.

## Опис пам’ятника
Українська громада Гданська розпочала підготовку до встановлення пам’ятника ще 2009 року. Скульптуру князя було замовлено українсько-польському скульптору Геннадію Єршову, котрий вже багато років мешкає у Гданську. 

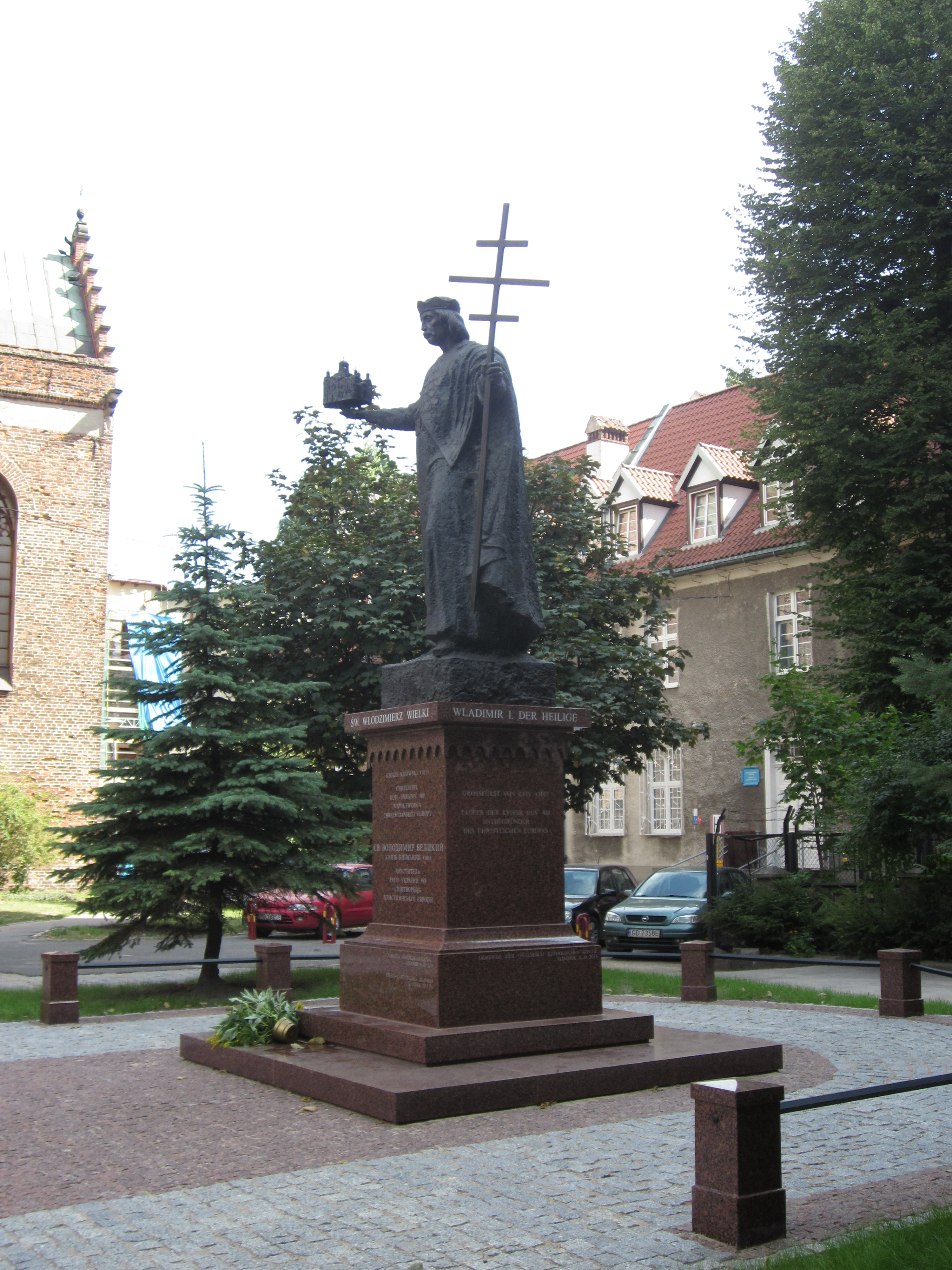
Вигляд пам’ятника збоку

Пам’ятник являє собою скульптурну композицію у вигляді повнозростової бронзової фігури князя, що встановлена на гранітному постаменті. Загальна висота споруди – 4,5 метра. Володимир зображений з короною на голові у звичайному для тих часів вбранні. У лівій руці його хрест, як символ прийняття християнства князем та його підданими, а у правиці монарх тримає мініатюру заснованої ним Десятинної церкви, котра в композиції пам’ятника символізує місце, де християнин спілкується з Богом. 
На передній, правій та лівій гранях п’єдесталу пам’ятника викарбувано напис польською, українською, німецькою та англійською мовами: "Св. Володимир Великий князь київський † 1015 Хреститель Руси-України 988 співтворець християнської Європи".